# Molophilus affrictus
Molophilus affrictus är en tvåvingeart som beskrevs av Alexander 1950. Molophilus affrictus ingår i släktet Molophilus och familjen småharkrankar. Inga underarter finns listade i Catalogue of Life.